# Giugliano in Campania
Giugliano in Campania (mieux connue simplement comme Giugliano) est une ville italienne de la ville métropolitaine de Naples, dans la région de la Campanie.

## Géographie
La municipalité couvre une grande surface du nord-ouest de la plaine de Naples. 
Sur le territoire, il y a le Lago di Patria.

## Histoire

### Préhistoire et Antiquité
La région est occupée depuis les âges les plus reculés, mais les preuves les plus anciennes d'installation durable sur le territoire de la commune sont de l'Âge du fer. Au Ve siècle s'y installent des Osques.
Jules César y aurait eu une villa, le long de la Via Antica consolare campana (it), à côté de laquelle se bâtit un village nommé Iulianum, qui plus tard fut renommé San Cesareo, et où fut initié le culte de ce saint afin de remplacer celui du dictateur déifié.
Une colonie nommée Liternum fut fondée en -194 par des vétérans de la deuxième guerre punique. Scipion l'Africain y possédait une villa fortifiée, où il se retira en -187, et mourut en -183. Il y fut inhumé dans un grand sépulcre surmonté d'une statue. Une tour d'observation et de défense (15 mètres de haut, base carrée de 11,40 mètres)  fut érigée en 1421 pour défendre la côte des incursions Sarrasines, selon la tradition avec les matériaux du tombeau.
Au Ve siècle, pour se protéger des incursions barbares, et à la suite d'inondations, les habitants de ces colonies migrèrent à l'emplacement du centre historique actuel de Giugliano.
En 1207, Cumes a été détruit par les Napolitains. Les évadés Cumans ont trouvé l'hospitalité à Giugliano, avec le clergé et le chapitre de la cathédrale, transférant également le culte de San Massimo et Santa Giuliana.
Le soir de Noël 1437 à Giugliano, les habitants de la ville ont sauvé Alphonse V d'Aragon qui était sur le point de tomber dans une embuscade par ses adversaires.

## Culture et monuments

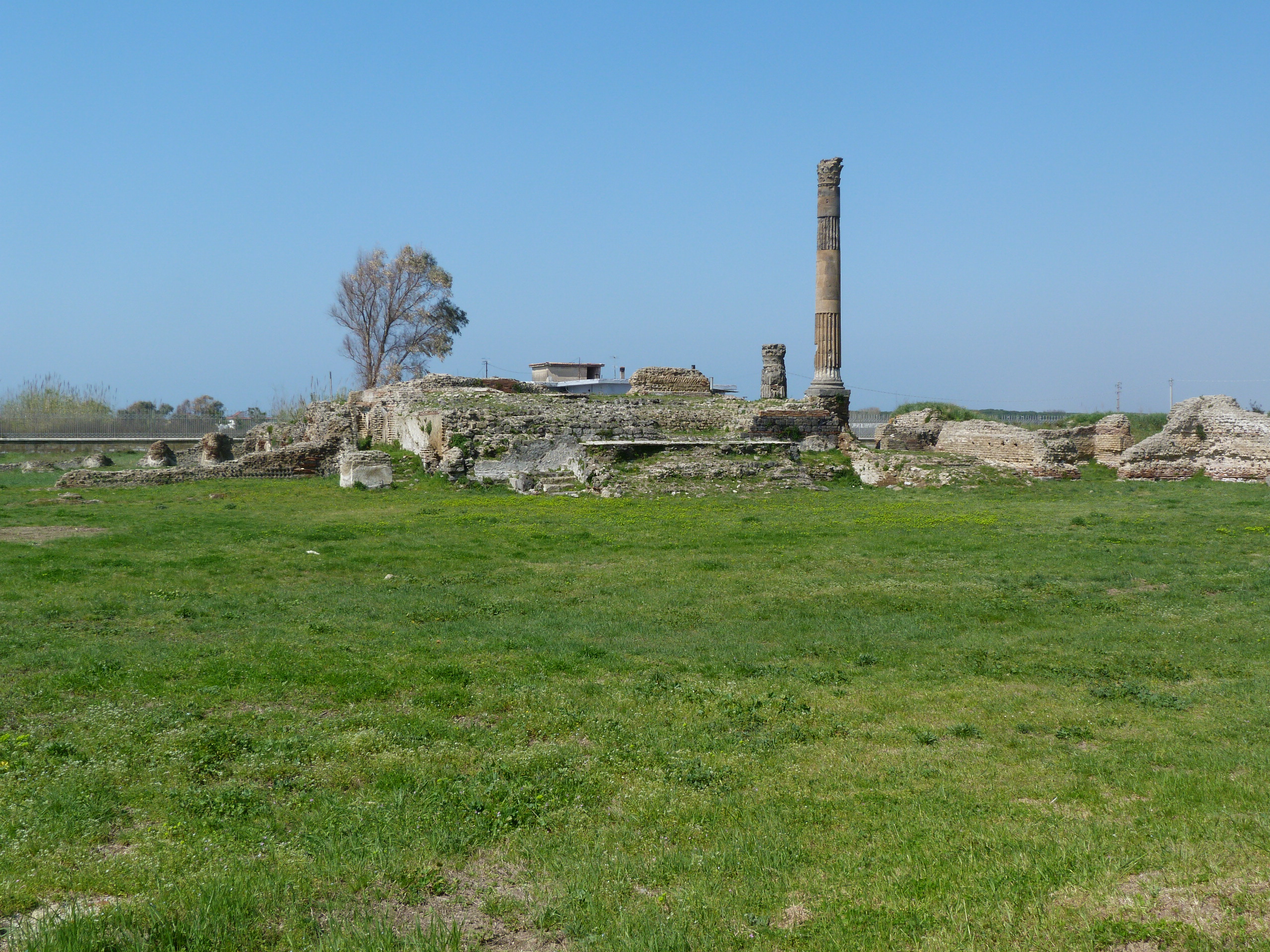
Temple de Liternum

- Église de Santa Sofia (17e siècle), conçue par Domenico Fontana. Il a été achevé en 1730-1745 par l'architecte napolitain Domenico Antonio Vaccaro. Il abrite le tombeau de Giovan Battista Basile.
- Église de l'Annunziata, connue au XVIe siècle. Il abrite plusieurs toiles d'artistes napolitains tels que Massimo Stanzione et Carlo Sellitto. il a une nef avec abside et transept; la chaire est de style Roccoco, tandis que le reste de l'intérieur est décoré dans un style baroque. À noter également le grand orgue en bois (fin du XVIe siècle), la chapelle de la Madonna della Pace et le début du XVIe Histoires de la Vierge dans le transept gauche.
- Église de Sant'Anna. De l'édifice d'origine, existant au XIVe siècle, le clocher subsiste. Il abrite des peintures du XVIe siècle de Fabrizio Santafede et Pietro Negroni.
- Église de la Madonna delle Grazie, avec un clocher du XIVe siècle et un portail du XVIe siècle. L'intérieur présente une incoronation gothique de la Vierge du XVe siècle et des fresques du début du XVIe siècle.
- Palazzo Pinelli, construit en 1545 par l'architecte Giovanni Francesco di Palma. Il avait une tour latérale, qui a ensuite été démolie.
- Ancienne ville de Liternum. Les fouilles ont mis au jour, entre 1930 et 1936, certains éléments du centre-ville (forum avec un temple, une basilique et un petit théâtre) datant du début de l'Empire romain. En dehors des murs de la ville, les vestiges de l'amphithéâtre et de la nécropole ont été identifiés.
- En 2023, des archéologues ont fait une découverte, lors d'une fouille préventive : un tombeau souterrain datant de 2 000 ans, bien conservé, dont l’avant chambre funéraire était peinte d'une fresque représentant Cerbère et la chambre funéraire le corps embaumé du défunt encore intacte.

## Économie
Il dispose d'un marché de fruits et légumes d'une superficie de deux cent mille mètres carrés.

## Fêtes, foires
- La fête de Notre-Dame de la Paix a lieu de la veille de la fête de la Pentecôte jusqu'à la semaine suivante.

## Transports
Giugliano est desservi par le chemin de fer Naples - Aversa (Ligne Arcobaleno), une liaison ferroviaire de banlieue avec le métro de Naples.

## Administration
| Période                                  | Période | Identité                                       | Étiquette | Qualité                                                                                     |
| ---------------------------------------- | ------- | ---------------------------------------------- | --------- | ------------------------------------------------------------------------------------------- |
| 2013                                     | 2015    | Giuseppe Guetta, Fabio Giombini, Luigi Colucci |           | commission extraordinaire après dissolution du conseil municipal pour infiltration mafieuse |
| 2015                                     | 2020    | Antonio Poziello                               |           |                                                                                             |
| Les données manquantes sont à compléter. |         |                                                |           |                                                                                             |

### Hameaux
Lago Patria, Licola, Varcaturo, Casacelle.

### Communes limitrophes
Aversa, Casapesenna, Castel Volturno, Lusciano, Melito di Napoli, Mugnano di Napoli, Parete, Pouzzoles, Qualiano, Quarto, San Cipriano d'Aversa, Sant'Antimo, Trentola-Ducenta, Villa Literno, Villaricca

## Personnalités
- Umberto Chiacchio (1930-2001), homme politique italien, est mort à Giugliano in Campania.